# Adri van Tiggelen
Adrianus Andreas (Adri) van Tiggelen (Oud-Beijerland, 16 juni 1957) is een Nederlands voetbaltrainer en voormalig profvoetballer die voornamelijk als verdediger speelde. Hij speelde van 1978 tot en met 1995 voor achtereenvolgens Sparta, FC Groningen, RSC Anderlecht, PSV en Dordrecht '90. Hij speelde daarnaast 56 interlands in het Nederlands voetbalelftal. Van Tiggelen werd onder meer twee keer Belgisch landskampioen met RSC Anderlecht, een keer Nederlands landskampioen met PSV en in 1988 Europees kampioen met het Nederlands elftal. Van Tiggelen zwaaide af als profvoetballer op 28 mei 1995, kort voor zijn 38e verjaardag, na een 5–1 overwinning op FC Volendam. Hij scoorde in zijn laatste wedstrijd vanaf de strafschopstip.

## Clubstatistieken
| Seizoen | Club           | Competitie    | Wedstrijden | Doelpunten |
| ------- | -------------- | ------------- | ----------- | ---------- |
| 1978/79 | Sparta         | Eredivisie    | 33          | 4          |
| 1979/80 | Sparta         | Eredivisie    | 30          | 1          |
| 1980/81 | Sparta         | Eredivisie    | 31          | 2          |
| 1981/82 | Sparta         | Eredivisie    | 34          | 2          |
| 1982/83 | Sparta         | Eredivisie    | 33          | 4          |
| 1983/84 | FC Groningen   | Eredivisie    | 31          | 3          |
| 1984/85 | FC Groningen   | Eredivisie    | 34          | 0          |
| 1985/86 | FC Groningen   | Eredivisie    | 32          | 2          |
| 1986/87 | RSC Anderlecht | Eerste klasse | 31          | 2          |
| 1987/88 | RSC Anderlecht | Eerste klasse | 32          | 1          |
| 1988/89 | RSC Anderlecht | Eerste klasse | 29          | 3          |
| 1989/90 | RSC Anderlecht | Eerste klasse | 27          | 1          |
| 1990/91 | RSC Anderlecht | Eerste klasse | 25          | 0          |
| 1991/92 | PSV            | Eredivisie    | 26          | 0          |
| 1992/93 | PSV            | Eredivisie    | 28          | 0          |
| 1993/94 | PSV            | Eredivisie    | 18          | 0          |
| 1994/95 | Dordrecht '90  | Eredivisie    | 31          | 1          |

## Interlandcarrière
Van Tiggelen kwam 56 keer uit voor het Nederlands elftal. Op zijn debuut na, in een oefeninterland tegen België (1983), begon hij alle keren in de basis. Viermaal werd hij gewisseld. De verdediger had de bijnaam De Spijker door zijn tanige gestalte en zijn scherpe tackles. Van Tiggelen was basisspeler tijdens het winnen van het EK 1988. Ook op het WK 1990 en het EK 1992 was hij van de partij.

## Trainer
Van Tiggelen was in zowel het seizoen 1996/97 als in juni 2005 enige tijd hoofdtrainer in het betaalde voetbal. De vijf wedstrijden die Sparta Rotterdam in 2005 onder zijn leiding speelde, werden allemaal gewonnen. Het leverde Sparta promotie naar de Eredivisie op. In juli 2005 werd Van Tiggelen trainer van Jong Sparta. Die ploeg werd in 2005/06 ongeslagen kampioen. Van Tiggelen had daarmee als trainer in het betaalde voetbal na een jaar nog steeds geen wedstrijd verloren.
Van Tiggelen tekende in april 2006 een contract voor onbepaalde tijd bij Sparta. In februari 2007 was hij de eerste keus van Sparta's technisch directeur Danny Blind om assistent-trainer van het eerste elftal te worden. Hij wees dat aanbod af. Toen trainer Gert Aandewiel wegens tegenvallende prestaties in november 2007 het veld moest ruimen werd Van Tiggelen wederom tijdelijk als hoofdtrainer aangesteld. Omdat hij voor die functie niet de vereiste papieren had, kreeg hij dispensatie van de KNVB. Een nieuw aanbod om assistent-trainer van het eerste elftal te worden nam Van Tiggelen vervolgens wel aan. Vanaf 24 december was hij de rechterhand van Foeke Booy, die er werkzaam was tot 2009. In 2011 was Van Tiggelen vijf weken hoofdtrainer van toenmalig hoofdklasser VV Heerjansdam. Op 21 mei 2013 werd bekend dat Van Tiggelen het seizoen 2013/14 trainer zou worden van toenmalig hoofdklasser RVVH. Daarmee won hij op zaterdag 10 augustus zijn eerste prijs als hoofdtrainer. Hij won het Ridderkerk Toernooi door in de finale SV Bolnes met 5–0 te verslaan. Kort na de start van de competitie stapte hij op bij RVVH. Begin 2014 werd Van Tiggelen trainer bij voetbalvereniging VV Zuidland. Na het seizoen 2016/17 stapte hij over van VV Zuidland naar voetbalvereniging CVV Zwervers uit Capelle aan den IJssel. Hij bleef hier tot 2018 en begon in 2020 bij OSV Oud-Beijerland in zijn geboorteplaats

## Erelijst

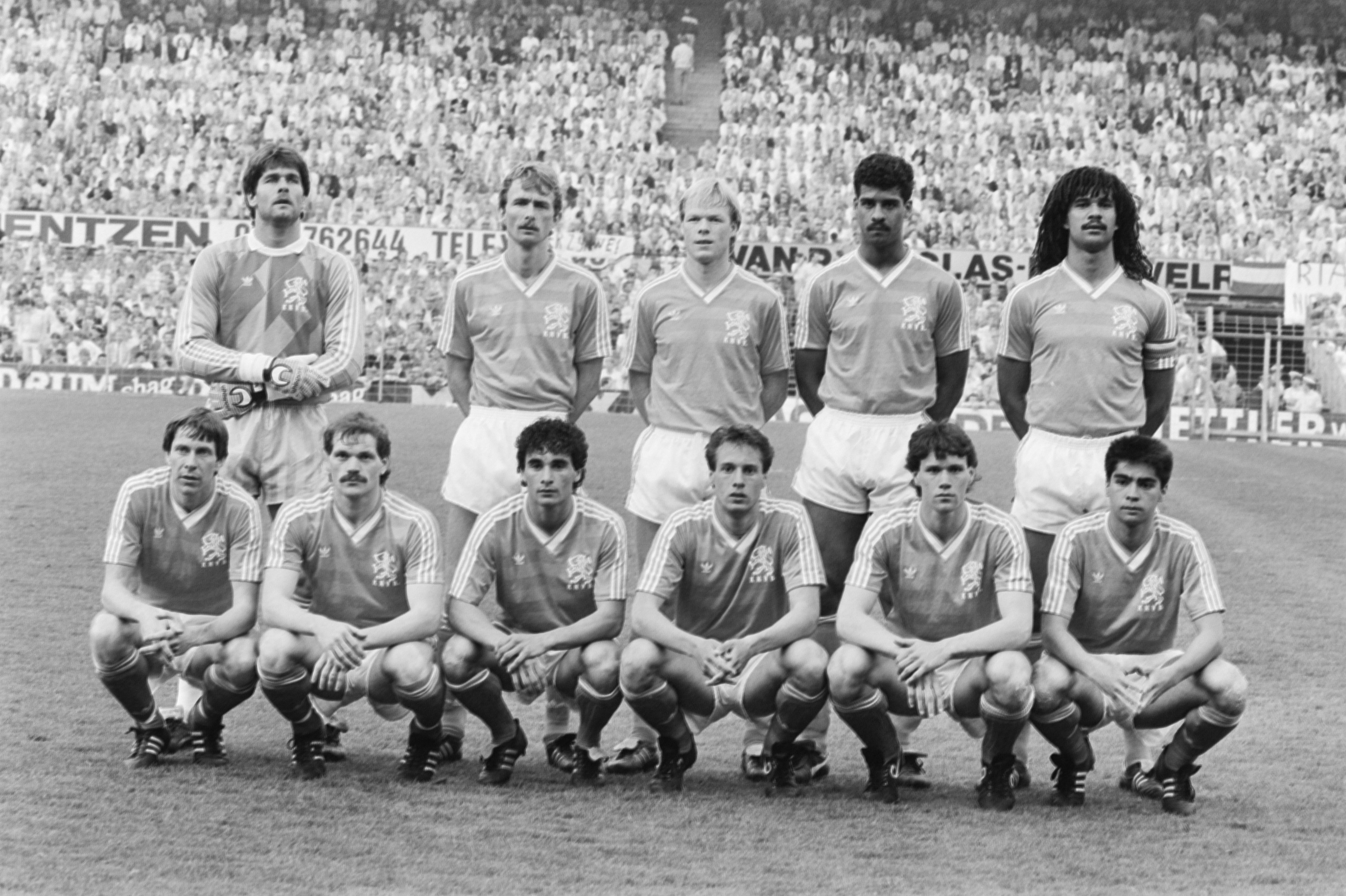
Van Tiggelen in het Nederlands elftal (staand, tweede van links)

| Competitie           |                |                  |                |                |
| Competitie           | Aantal         | Jaren            |                |                |
| RSC Anderlecht       | RSC Anderlecht | RSC Anderlecht   | RSC Anderlecht | RSC Anderlecht |
| -------------------- | -------------- | ---------------- | -------------- | -------------- |
| Eerste klasse        | 2x             | 1986/87, 1990/91 |                |                |
| Beker van België     | 2x             | 1987/88, 1988/89 |                |                |
| Belgische Supercup   | 2x             | 1986, 1987       |                |                |
| PSV                  |                |                  |                |                |
| Eredivisie           | 1x             | 1991/92          |                |                |
| Nederlandse Supercup | 1x             | 1992             |                |                |

| Competitie | Winnaar   | Winnaar   | Runner-up | Runner-up | Derde     | Derde     |
| Competitie | Aantal    | Jaren     | Aantal    | Jaren     | Aantal    | Jaren     |
| Nederland  | Nederland | Nederland | Nederland | Nederland | Nederland | Nederland |
| ---------- | --------- | --------- | --------- | --------- | --------- | --------- |
| UEFA EK    | 1x        | 1988      |           |           |           |           |